# Доктрина Кіркпатрік

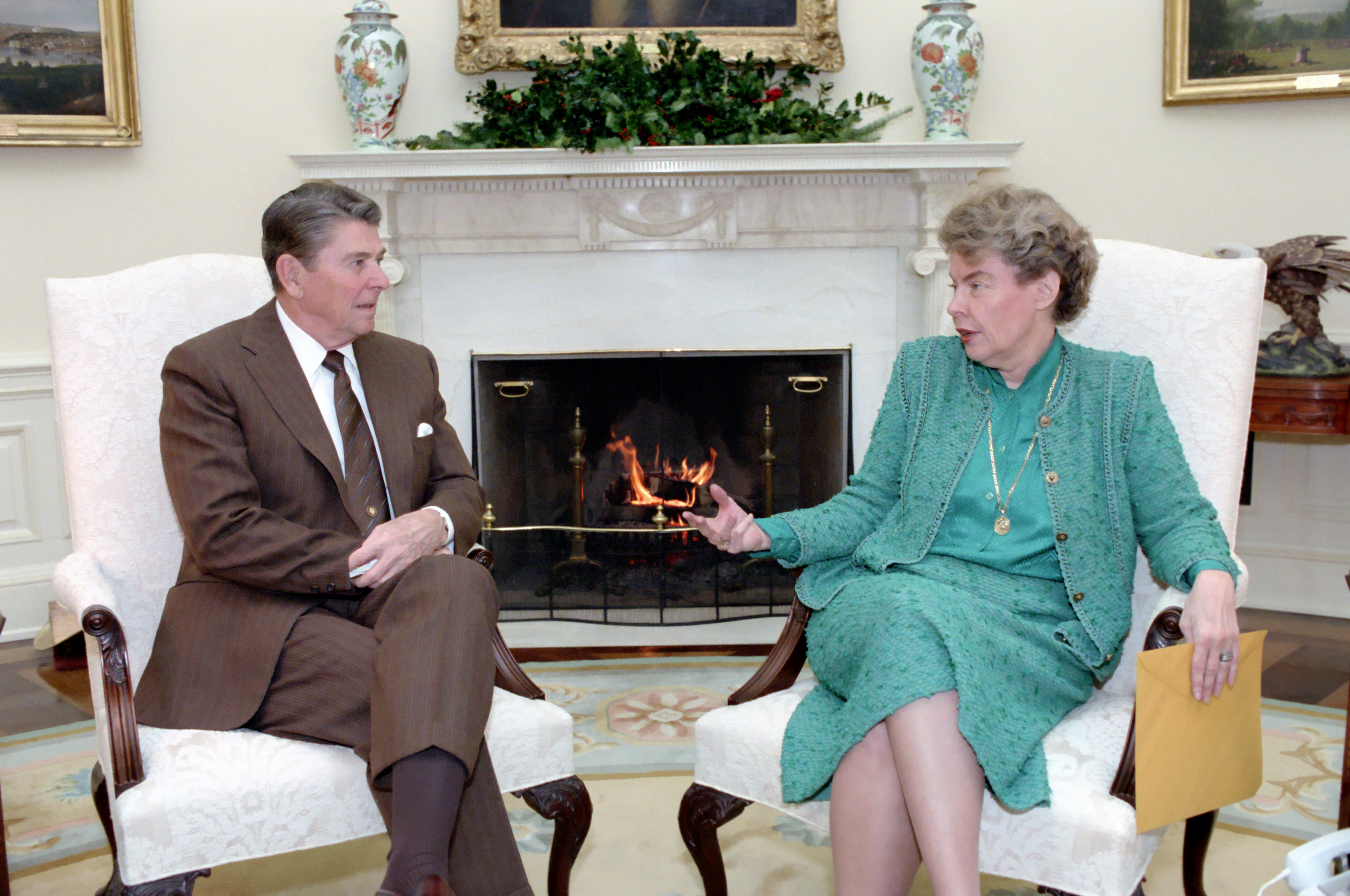
Посол Кіркпатрік та президент Рейган в Овальному кабінеті, 11 грудня 1984 року

Доктрина Кіркпатрік — це зовнішньополітична доктрина, викладена послом США в ООН Джин Кіркпатрік на початку 1980-х років на основі її есе 1979 року «Диктатури і подвійні стандарти». Доктрина використовувалася для виправдання зовнішньої політики США, спрямованої на підтримку антикомуністичних диктатур третього світу під час Холодної війни.